# FRT ABe 8/8
1959 erhielt die Società delle Ferrovie Regionali Ticinesi (FRT, früherer Name der FART) zusammen mit der Società subalpina di imprese ferroviarie (SSIF) vier elektrische Gelenktriebwagen vom Typ ABe 8/8. Anfänglich gehörten die Triebwagen 21 und 22 der FRT/FART und die Triebwagen 23 und 24 der SSIF. 1982 verkaufte die FART ihre beiden Triebwagen der SSIF. Obwohl die SSIF ein rein italienisches Unternehmen ist, verwendet sie die schweizerischen Typenbezeichnungen.
Die vier Triebwagen wurden für die internationalen Schnellzüge zwischen Locarno und Domodossola angeschafft. Sie lösten die ABDe 4/4 ab. Die neuen Triebwagen erlaubten 1959 die Verkürzung der Reisezeit zwischen Domodossola und Locarno auf eine Stunde und 40 Minuten, was einer Verbesserung von 20 Minuten entsprach. In der Führung der Schnellzüge wurden sie 1992 grösstenteils durch die ABe 4/6 abgelöst.
Für den Regionalverkehr wurde eine verkürzte Version dieser Triebzüge als ABDe 6/6 31-32 gebaut. Gleichartige Fahrzeuge wurden für die Ferrovie Luganesi gebaut, sie kamen später zur SSIF und wurden dort zu den ABe 6/6 33-35 umgebaut.
Die Gelenktriebwagen wurden von Schindler Waggon in Pratteln hergestellt, die elektrische Ausrüstung lieferte die BBC-Tochter Tecnomasio Italiano Brown Boveri (TIBB). Der Wagenkasten ist dreigeteilt und stützt sich jeweils unter dem Kastengelenk auf ein Jakobsdrehgestell ab.
Der Triebwagen 22 war in zwei schwere Unfälle verwickelt. Am 13. August 1967 stiess er mit dem ABDe 4/4 18 zusammen und im Oktober 1980 mit dem ABDe 4/4 12. Die Nummer 12 wurde deswegen ausrangiert.
Der ABe 8/8 24 wurde 2007 als Panoramatriebzug mit neuem Kastenaufbau in Betrieb gesetzt. Er diente als Reserve für die neuen SSIF-Panoramatriebzüge, ist aber seit einigen Jahren ausser Betrieb.
| ABe 8/8 21 1959–1982 FART TICINO seit 1982 SSIF ROMA EVN: 94 83 4880 021-0 | ABe 8/8 22 1959–1982 FART LEMANO seit 1982 SSIF TICINO EVN: 94 83 4880 022-8 |
|                                                                            |                                                                              |
| ABe 8/8 23 seit 1959 SSIF OSSOLA EVN: 94 83 4880 023-6                     | ABe 8/8 24 seit 1959 SSIF VIGEZZO EVN: 94 83 4880 024-4                      |
|                                                                            |                                                                              |